# Lahnerkopf (Mangfallgebirge)
Der Lahnerkopf ist der höchste Gipfel eines dem Risserkogel östlich vorgelagerten Bergrückens, der sich auf einer Länge von ca. 1 km über Lahnereck und Lahnerkopf nach Osten zieht und dann über die Lahnerschneid zur ca. 600 m tiefer gelegenen Valeppalm abfällt.
Auf der Nordseite fällt der Rücken zur Lahneralm ab. Dort befindet sich ein kleiner abflussloser See, die Höllache.
Der Rücken ist weglos und mit Latschen bewachsen, deshalb selten besucht. Auf dem höchsten Punkt befindet sich jedoch ein mittlerweile verfallenes Gipfelkreuz mit Gipfelbuch.

## Galerie

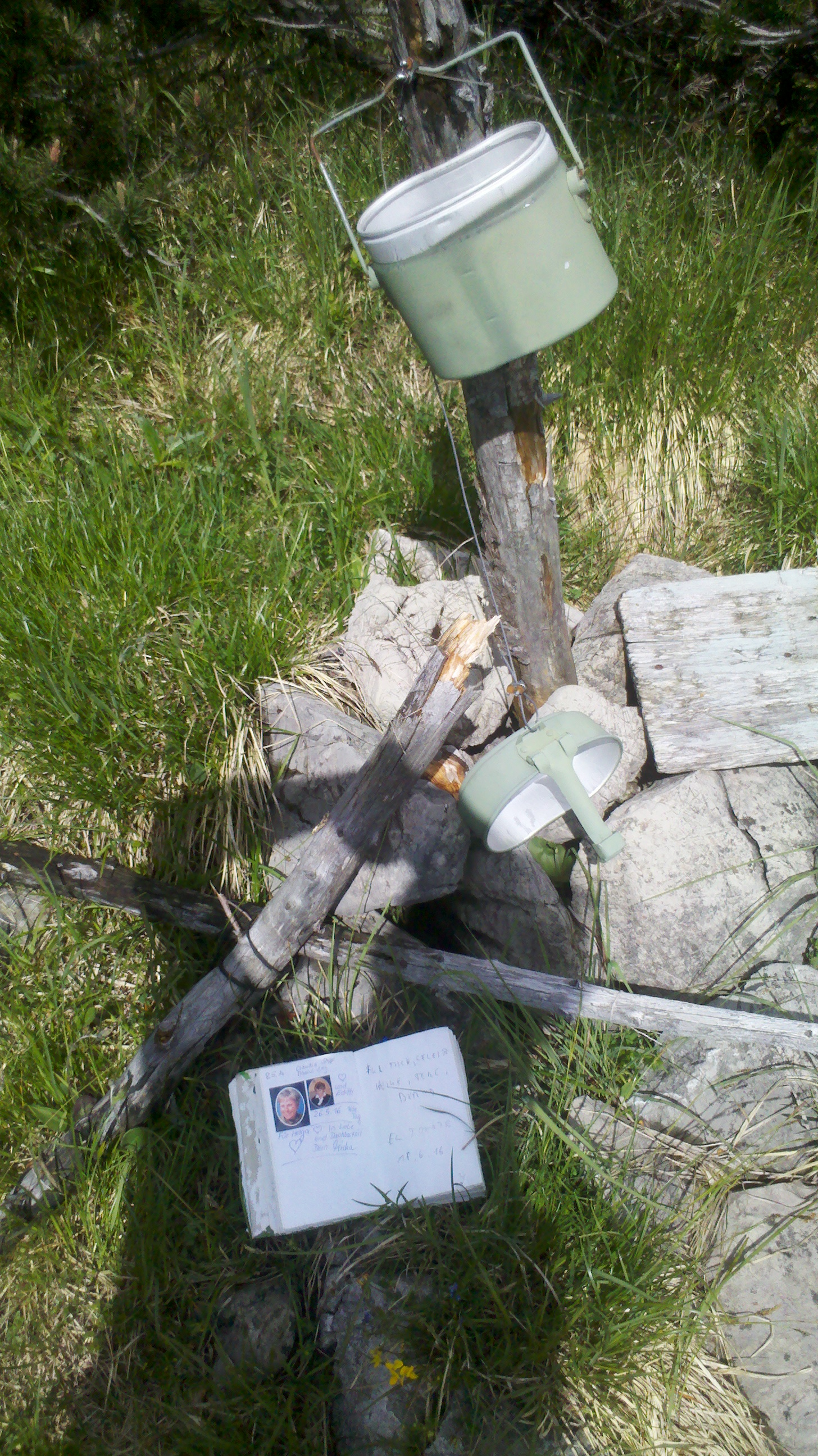
Verfallenes Gipfelkreuz mit Gipfelbuch